# María Lima
María Lima (Madrid, 1 de junio de 1995) es una actriz y modelo española, más conocida por interpretar el papel de Antolina Ramos en la telenovela El secreto de Puente Viejo.

## Biografía
María Lima nació el 1 de junio de 1995 en Madrid (España), incluso antes de iniciar su carrera actoral se embarcó en la carrera de modelo.

## Carrera
María Lima incluso antes de convertirse en actriz, comenzó su carrera como modelo. En 2015 hizo su primera aparición como actriz en los cortometrajes México Bravo y Cascarita de Plátano, ambos dirigidos por Ricardo Tavera. Al año siguiente, en 2016, protagonizó la serie Centro médico y Águila Roja, ambas emitidas en La 1.
En 2018 y 2019 se dio a conocer en el mundo de la televisión tras ser elegida como Antolina Ramos en la telenovela emitida en Antena 3 El secreto de Puente Viejo y donde actuó junto a actores como Ibrahim Al Shami, Alejandra Meco, Iván Montes, Paula Ballesteros, Trinidad Iglesias y José Milán. En 2022, formó parte del elenco de la serie Desconocidas. En el 2023 participó en el concurso de belleza Miss Mundo 2023 en Las Mesas. Ese mismo año forma parte del reparto de la serie emitida en Telecinco Mía es la venganza.

## Filmografía

### Televisión
| Año       | Título                     | Personaje      | Cadeña               | Notas         |
| --------- | -------------------------- | -------------- | -------------------- | ------------- |
| 2018-2019 | El secreto de Puente Viejo | Antolina Ramos | Antena 3             | 266 episodios |
| 2023      | Mía es la venganza         | Andrea         | Telecinco / Divinity | 3 episodios   |

### Cortometrajes
| Año  | Título               | Director       |
| ---- | -------------------- | -------------- |
| 2015 | México Bravo         | Ricardo Tavera |
| 2015 | Cascarita de Plátano | Ricardo Tavera |